# Sauvagesia erecta
Sauvagesia erecta là một loài thực vật có hoa trong họ Ochnaceae. Loài này được L. miêu tả khoa học đầu tiên năm 1753.

## Hình ảnh

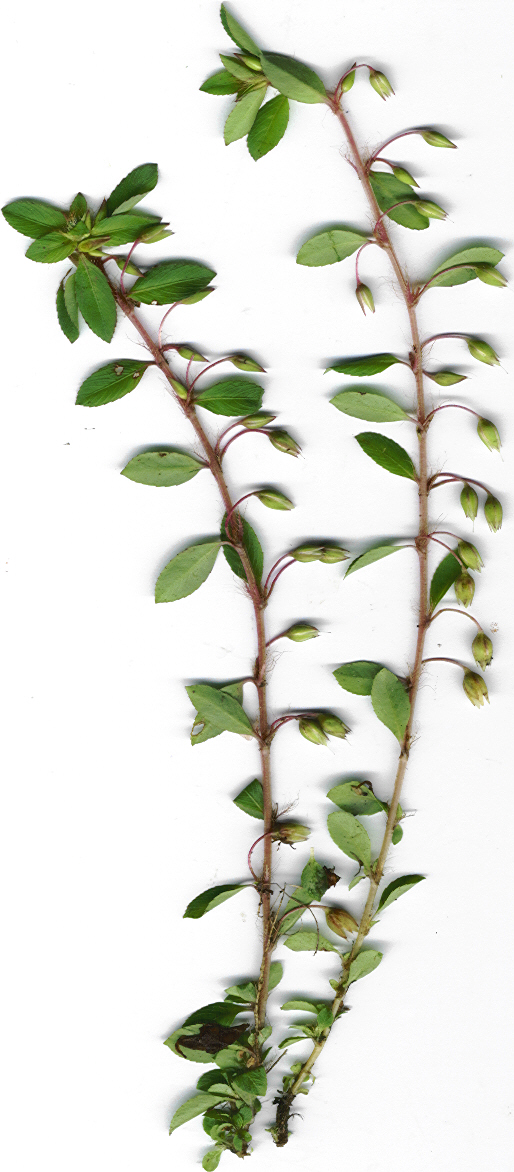